# Roeland Wiesnekker
Roeland Wiesnekker [ˈruːlɑnt] (* 25. November 1967 in Uster bei Zürich) ist ein Niederländisch-Schweizer Film- und Theaterschauspieler.

## Leben
Roeland Wiesnekker, in der Schweiz geborener Sohn niederländischer Eltern, begann nach Beendigung der ersten Sekundarschule 1983 eine Lehre zum Koch, die er jedoch nach kurzer Zeit wieder abbrach. Auch eine Ausbildung im Pflegebereich verwarf er nach ersten Erfahrungen im Krankenhaus und arbeitete stattdessen als Hilfskoch in einer Gassenküche für Bedürftige, eine Erfahrung, die ihn nach eigenem Bekunden tief prägte. Schließlich besuchte er von 1986 bis 1989 die Schauspielakademie Zürich.
1990 wurde er für seine Darstellung des „Pjotr“ in Gorkis Die Letzten in der Kritikerumfrage der Zeitschrift Theater heute auf den zweiten Platz in der Kategorie „Deutscher Nachwuchsschauspieler des Jahres“ gewählt. Seit 1990 ist Wiesnekker als freischaffender Schauspieler tätig, unter anderem 1997 am Schauspielhaus Zürich als Marquis Clitandre in Molières Der Menschenfeind.
Wiesnekker spielte in diversen Filmen mit, unter anderem 1991 in Eurocops mit Barbara Rudnik. Ab Sommer 2004 wirkte er in der Schweizer Erfolgssoap Lüthi und Blanc mit. 2005 erhielt Wiesnekker den Schweizer Filmpreis als Bester Hauptdarsteller für seine Rolle des Herbert Strähl in Strähl. Für sein Spiel in Der Fürsorger oder Das Geld der Anderen wurde er 2010 erneut für den Schweizer Filmpreis als Bester Darsteller nominiert. Von 2015 bis 2016 spielte er den Kommissariatsleiter Henning Riefenstahl des Duos Janneke und Brix im Frankfurter Tatort.
Wiesnekker spricht Deutsch, Schweizerdeutsch, Niederländisch, Englisch und Französisch.

## Filmografie (Auswahl)

### Kinofilme
- 1994: Wachtmeister Zumbühl
- 1995: Der Nebelläufer
- 1996: Katzendiebe
- 1996: Erhöhte Waldbrandgefahr
- 2000: Komiker
- 2000: Hat er Arbeit?
- 2001: Stille Liebe
- 2002: 666 – Traue keinem, mit dem du schläfst!
- 2004: Bad News (Kurzfilm)
- 2004: Eden
- 2004: Strähl
- 2006: Marmorera
- 2007: Breakout
- 2007: Meine schöne Bescherung
- 2008: Auf der Strecke (Kurzfilm)
- 2008: Luftbusiness
- 2009: Der Fürsorger oder Das Geld der Anderen
- 2010: Das letzte Schweigen
- 2010: Sommervögel
- 2012: Töte mich
- 2013: 3096 Tage
- 2013: Sitting Next To Zoe
- 2014: Kafkas Der Bau
- 2014: Nebenwege – Pilgern auf Bayrisch
- 2016: Gotthard
- 2016: Das kalte Herz
- 2023: Die Nachbarn von oben

### Fernsehen
- 2000: Hat er Arbeit?
- 2000: Wolfsheim
- 2002: Dilemma
- 2002: Feuer oder Flamme (Füür oder Flamme)
- 2003: Schwabenkinder
- 2005: Blackout – Die Erinnerung ist tödlich (Fernsehserie, 6 Folgen)
- 2005: Tatort: Schneetreiben (Fernsehreihe)
- 2007: Der falsche Tod
- 2007: Nebenwirkungen
- 2007: Tarragona – Ein Paradies in Flammen
- 2007–2008: Dr. Psycho – Die Bösen, die Bullen, meine Frau und ich (Fernsehserie, 14 Folgen)
- 2009: Nachtschicht – Wir sind die Polizei (Fernsehreihe)
- 2009: Tatort: Mit ruhiger Hand
- 2009: Mörder auf Amrum
- 2010: Tatort: Der Schrei
- 2010: Der letzte Weynfeldt
- 2011: Ich habe es dir nie erzählt
- 2011: Der Chinese
- 2011: Marie Brand und der Moment des Todes (Fernsehreihe)
- 2012: Tsunami – Das Leben danach
- 2012: Das Duo: Der tote Mann und das Meer (Fernsehreihe)
- 2012: Mörderische Jagd (Fernsehreihe)
- 2012: Stubbe – Von Fall zu Fall: Alte Freunde (Fernsehreihe)
- 2012: Tatort: Fette Hunde
- 2013: Ein Fall für zwei (Fernsehserie, Folge Schöner sterben)
- 2013: Kommissarin Lucas – Lovergirl (Fernsehreihe)
- 2013: Doc meets Dorf (Fernsehserie, 3 Folgen)
- 2014: Die Pilgerin (Fernsehzweiteiler)
- 2014: Die Mütter-Mafia
- 2014: Spreewaldkrimi: Mörderische Hitze (Fernsehreihe)
- 2014: Das Lächeln der Frauen
- 2014: Tatort: Alle meine Jungs
- 2015: Der Hamster
- 2015: Der Kotzbrocken
- 2015–2016: Tatort → siehe Janneke und Brix
  - 2015: Kälter als der Tod
  - 2015: Hinter dem Spiegel
  - 2016: Die Geschichte vom bösen Friederich
  - 2016: Wendehammer
- 2016: Sag mir nichts
- 2016: Der Bozen-Krimi: Das fünfte Gebot (Fernsehreihe)
- 2017: Der Bestatter (Fernsehserie, 6 Folgen)
- seit 2017: Der Kommissar und …
  - 2017: … das Kind
  - 2020: … Die Wut
  - 2022: … die Eifersucht
  - 2024: … die Angst
- 2018: Fluss des Lebens: Okavango: Fremder Vater (Fernsehreihe)
- seit 2018: Der Prag-Krimi (Fernsehreihe)
  - 2018: Wasserleiche
  - 2018: Der kalte Tod
- 2019: Tatort: Weiter, immer weiter – Regie: Sebastian Ko
- 2019: Und tot bist Du! – Ein Schwarzwaldkrimi (Fernsehreihe, Zweiteiler)
- 2020: Eine harte Tour
- 2020: Unter anderen Umständen: Lügen und Geheimnisse
- 2021: Wo ist die Liebe hin (Fernsehfilm)
- 2021: Neumatt (Fernsehserie, Staffel 1)
- 2022–2025: Die Beschatter (Fernsehserie, 12 Folgen)

## Theaterrollen (Auswahl)
- 1989: Die Letzten (Regie: Andrea Brett) Schauspielhaus Bochum
- 2002: Heinrich IV (Regie: Stefan Pucher), Schauspielhaus Zürich
- 2004: Clockwork Orange (Regie: Michel Schröder), Fabriktheater Zürich
- 2004: Nur noch heute (Regie: Barbara David Brüesch), Theaterhaus Gessnerallee Zürich und Sophiensæle Berlin

## Auszeichnungen
- 2005: Schweizer Filmpreis in der Kategorie Bester Hauptdarsteller für Strähl
- 2007: Deutscher Fernsehkrimipreis – Sonderpreis für seine Hauptrolle in Blackout – Die Erinnerung ist tödlich
- 2008: Film- und Videofestival Montecatini (Italien) – Bester Schauspieler für Auf der Strecke
- 2008: Kurzfilmfestival „Expresion en corto“ (Mexico) – Spezial prize for best actor für Auf der Strecke
- 2009: Oscar-Nominierung für Auf der Strecke in der Sparte Bester Kurzfilm
- 2010: Nominierung für den Schweizer Filmpreis in der Kategorie Bester Hauptdarsteller für Der Fürsorger
- 2014: Deutscher Fernsehpreis in der Kategorie Bester Schauspieler für Spreewaldkrimi – Mörderische Hitze (ZDF)[5]
- 2014: Preis der Deutschen Akademie für Fernsehen in der Kategorie Bester Schauspieler für Spreewaldkrimi – Mörderische Hitze (ZDF)